# Турдська ущелина
Турдська ущелина (рум. Cheile Turzii) — ущелина в Румунії, утворена у хребті Петрешті — продовженні гір Траскеу, що на північному сході Західних гір. Розташована за 6 км на захід від міста Турда, від якого й отримала свою назву, та за 15 км на південний схід від міста Клуж-Напока. Є однією з найграндіозніших природних пам'яток Румунії. Разом з ущелиною Біказ є найвідомішою ущелиною Румунії. На території ущелини у 1939 році була оголошена природним заповідником.
Протягом кількох кілометрів вздовж ущелини тягнуться високі прямовисні кам'яні стіни зі склепіннями, пілястрами, колонами, чудернацьким нагромадженням стрімчаків і з великою кількістю великих і малих печер. Все це надає ущелині нескінченного розмаїття.
У розпадинах і прірвах ущелини росте рідкісна рослинність, що поєднує альпійську флору з чорноморською й сибірську з середньоземноморською. Завдяки цьому єдиному в країні поєднанню порід і видів, Турдська ущелина була оголошена заповідником.
На дні ущелини протікає річка Хешдате.